# Мазерсилль, Сидони
Сидони Камилла Мазерсилль (англ. Cydonie Camille Mothersille; род. 9 марта 1978, Кингстон, Ямайка) — легкоатлетка, выступавшая за Каймановы Острова и специализировавшаяся на беге на 100 и 200 метров. Бронзовый призёр чемпионата мира 2001 года в Эдмонтоне в беге на 200 метров.

## Карьера
Сидони Мазерсилль родилась на Ямайке, но в возрасте семи лет переехала вместе с родителями на Каймановы Острова. В средней школе на занятиях физкультурой способную девочку заметила учительница и предложила попробовать себя на легкоатлетической дорожке.
Первым крупным международным соревнованием для Сидони стали летние Олимпийские игры 1996 года в Атланте, однако она финишировала на дистанции 100 метров лишь шестой в четвёртом забеге первого из четырех раундов. Также участвовала спортсменка и в Олимпийских играх 2000 года в Сиднее на дистанции 100 и 200 метров.
Наибольшего успеха в  карьере спортсменка добилась на чемпионате мира 2001 года в Эдмонтоне на дистанции 200 метров. Она финишировала на пятом месте с временем 22,88 секунд, но после дисквалификации Мэрион Джонс и Келли Уайт, заняла третью строчку в итоговом протоколе и была награждена бронзовой медалью.
Кроме того спортсменка была второй на дистанции 200 метров на Панамериканских играх в Санто-Доминго в 2003 году. В 2004 году Мазерсилль принимала участие в Олимпийских играх в Афинах, но особых результатов не добилась.
На Чемпионате мира в Хельсинки в 2005 году и Осаке в 2007 году она финишировала на восьмом месте на дистанции 200 метров. А на Олимпийских играх-2008 в Пекине снова заняла восьмое, последнее место в финальном забеге.
Последним крупным соревнованием для Сидони Мазерсилль стал чемпионат мира 2009 года в Берлине, где она не прошла дальше полуфинала. 
На Играх Содружества в 2010 году в Нью-Дели спортсменка завоевала золотую медаль в беге на 200 метров, после чего приняла решение завершить спортивную карьеру.

## Личная жизнь
Сидони Мазерсилль замужем за легкоатлетом из Тринидада и Тобаго Ато Стивенсом, специалиста на дистанции 400 метров.